# Cornelia Rainer
Cornelia Maria Rainer (geboren 1982 in Lienz) ist eine österreichische Regisseurin.

## Werdegang
Cornelia Maria Rainer studierte Theaterwissenschaft, Philosophie und Französisch an der Universität Wien, an der Sorbonne Nouvelle und an der Universität Paris 8 Vincennes-Saint Denis sowie klassischen Sologesang an der École Nationale de Musique de Pantin in Paris. Sie absolvierte internationale Regieateliers am Théátre des Bouffes du Nord und beim Festival von Avignon. Weiters war sie Gaststudentin an der Peking Oper Schule in Taipeh. Es folgten Hospitanzen und Regieassistenzen unter anderem bei den Tiroler Festspielen Erl, am Théâtre de l’Atalante Paris und am Thalia Theater in Hamburg. Von 2005 bis 2009 war sie Regieassistentin am Burgtheater Wien.
Dort entstanden auch ihre ersten Inszenierungen. Seit 2009 arbeitet sie als freie Regisseurin und inszenierte bei den Bregenzer Festspielen, am Burgtheater Vestibül und Kasino, am Thalia Theater Hamburg, beim Young Directors Project der Salzburger Festspiele, am Stadttheater Klagenfurt, bei den Tiroler Festspielen Erl, am Theater an der Wien an der Oper Trier, beim Festival Wien Modern, am Théâtre du Rond Point, und am Centre Dramatique National de Rouen. Ihre Inszenierungen wurden eingeladen ins Akademietheater Wien, am Deutschen Schauspielhaus Hamburg und bei den Ludwigsburger Schlossfestspielen.
Mit ihrer eigenen Theatercompagnie Theater Montagnes Russes realisierte Rainer eine Reihe von Projekten; im Jahr 2016 war sie mit ihrer Produktion Lenz zum Festival d‘Avignon eingeladen.
In Wien leitet Rainer im TMR/Studio das TMR/International Masterclass Program und die TMR/Theater- und Filmakademie für Kinder und Jugendliche.
Rainer arbeitete auch als Gastdozentin beim Impulstanz-Festival Wien, am Institut für Musiktheater der Kunstuniversität Graz und am Konservatorium Wien Privatuniversität.
Gemeinsam mit dem Schauspieler Matthias Mamedof gründete sie die Bühne der Macht.

## Auszeichnungen und Preise
- Stella, Darstellender Kunstpreis für junges Publikum (Nominierung), 2013
- Outstanding Artist Award – Darstellende Kunst, Bundesministerium für Kunst und Kultur, 2014